# Inquisition Symphony
| Críticas profissionais | Críticas profissionais |
| Avaliações da crítica  | Avaliações da crítica  |
| Fonte                  | Avaliação              |
| ---------------------- | ---------------------- |
| allmusic               | link                   |

Inquisition Symphony é o segundo álbum de estúdio da banda finlandesa Apocalyptica, lançado a 22 de Setembro de 1998.
Este disco segue um pouco o anterior, Plays Metallica by Four Cellos pois contém quatro covers da banda estadunidense de thrash metal, Metallica, "For Whom the Bell Tolls", "Nothing Else Matters", "Fade to Black", e "One". Também as bandas Faith No More, Pantera, e Sepultura. Três faixas originais foram escritas por Eicca Toppinen: "Harmageddon", "M.B.", e "Toreador". Max Lilja faz os arranjos da faixa "One".

## Faixas
| N.º | Título                    | Compositor(es)                                               | Cover                             | Duração |  |
| 1.  | "Harmageddon"             | Eicca Toppinen                                               |                                   | 4:57    |  |
| 2.  | "From Out of Nowhere"     | Billy Gould, Roddy Bottum                                    | Faith No More; The Real Thing     | 3:11    |  |
| 3.  | "For Whom the Bell Tolls" | James Hetfield, Lars Ulrich, Cliff Burton                    | Metallica; Ride the Lightning     | 3:10    |  |
| 4.  | "Nothing Else Matters"    | James Hetfield, Lars Ulrich                                  | Metallica; Black Album            | 4:45    |  |
| 5.  | "Refuse/Resist"           | Max Cavalera, Andreas Kisser, Paulo Jr., Igor Cavalera       | Sepultura; Chaos A.D.             | 3:13    |  |
| 6.  | "M.B. (Metal Boogie)"     | Eicca Toppinen                                               |                                   | 3:59    |  |
| 7.  | "Inquisition Symphony"    | Max Cavalera, Andreas Kisser, Paulo Jr., Igor Cavalera       | Sepultura; Schizophrenia          | 4:59    |  |
| 8.  | "Fade to Black"           | James Hetfield, Lars Ulrich, Cliff Burton, Kirk Hammett      | Metallica; Ride the Lightning     | 5:02    |  |
| 9.  | "Domination"              | Phil Anselmo, Dimebag Darrell, Rex Brown, Vinnie Paul Abbott | Pantera; Cowboys from Hell        | 3:32    |  |
| 10. | "Toreador"                | Eicca Toppinen                                               |                                   | 4:21    |  |
| 11. | "One"                     | James Hetfield, Lars Ulrich                                  | Metallica; ...And Justice for All | 5:44    |  |

## Membros
- Eicca Toppinen - Violoncelo
- Paavo Lötjönen - Violoncelo
- Antero Manninen - Violoncelo
- Max Lilja - Violoncelo